# عزبة القرنفلي
عزبة القرنفلي واحدة من العزب الكبرى التابعة إدارياُ لقرية المعتمدية في مركز المحلة الكبرى بمحافظة الغربية، يتعدّي عدد سكانها خمسة آلاف نسمة، نسبة المتعلمين فيها عالية بخاصة التعليم الجامعي. يغلب على سكانها العمل الزراعي حيث تمتلك مساحة زراعية كبيرة قد تزيد عن الأربعمائة فدان بالإضافة إلى الأعمال الحرة المتنوعة يتسم أهلها بالطيبة والصلاح والتدين إلا أن السلبية البارزة فيها هو عدم وجود أي مصالح حكومية من مدارس أو مستشفيات أو حتي جمعيات زراعية.

## موقع
يحدها شمالا قرية كفر قريطنة وجنوبا عزبة ماهر التابعة لقطور ويحدها من الجنوب عزبه الإنشاء التابعه للجابريه ومن الغرب نمره البصل. يوجد بالقرية ثلاث مساجد كبري[ آل مفتاح - السلام - ذو النخلتين ] وزاويتان صغيرتان و بيت مال مسلمين كبير وكُتاب لتحفيظ القرآن الكريم كل هذا بالجهود الذاتية ترجع تسميتها بهذا الاسم نسبة الي الإقطاعي عباس حلمي بك القرنفلي والذي كان يمتلك العزبة في مطلع القرن الماضي وحتي تمكن الأهالي من شراء الأرض والمسكن وأصبحت القرية ملك أهلها.

## اقتصاد
من أهم المحاصيل التي تزرع بأرض القرية الأرز والقمح والذرة والبنجر والقطن وغير ذلك.
يعمل الكثير من الأهالي بالاعمال الحرة والتي من أشهرها افتتاح أعداد كثيرة من المطاعم الخاصة بالفول والفلافل والمشويات مما أدي الي تشغيل الشباب والقضاء علي البطالة بالإضافة الي العائد المرتفع.